# Jerzy Waldorff
Jerzy Waldorff-Preyss (4 tháng 5 năm 1910 - 29 tháng 12 năm 1999)  là nhà văn, nhà công luận, nhà phê bình âm nhạc và nhà hoạt động xã hội người Ba Lan. Ông đã viết hơn hai mươi cuốn sách, chủ yếu về âm nhạc cổ điển và xã hội. Waldorff được biết đến là "Nam tước cuối cùng của Cộng hòa Nhân dân Ba Lan ".

## Cuộc đời và sự nghiệp

### Tiểu sử
Ông theo học luật tại Đại học Poznań, và tốt nghiệp Thạc sĩ Luật học (M.Jur.) vào năm 1932. Sau khi tốt nghiệp trường luật, Waldorff trở thành luật sư tập sự tại văn phòng Warsaw của công ty luật thuộc sở hữu của Giáo sư ưu tú của Đại học Warsaw, Włodzimierz Kozubski, nhưng đã từ bỏ luật vào năm 1937.

### Sự nghiệp truyền thông
Từ năm 1936 đến năm 1939, Waldorff làm việc với tư cách là nhà báo chuyên mục phê bình âm nhạc cho tờ báo Kurier Poranny. Sau khi phát xít Đức xâm lược Ba Lan, ông tham gia tổ chức các sân khấu ca nhạc bí mật ở Warsaw. Ông cũng hoạt động trong tổ chức hỗ trợ xã hội có tên Rada Główna Opiekuńcza (Hội đồng Phúc lợi Trung ương), mạng lưới xuyên quốc gia duy nhất được phép hoạt động hợp pháp dưới sự quản lý của Đức với một số hỗ trợ tài chính từ chính quyền. Sau giải phóng, do Warsaw bị tàn phá trong thời chiến, Waldorff định cư ở Kraków từ năm 1946 đến năm 1950, nơi ông viết cho tạp chí nổi tiếng Przekrój .
Waldorff đã tổ chức Lễ hội Âm nhạc Piano Ba Lan ở Słupsk và lễ hội mang tên Chopin w barwach jesieni (Chopin trong Sắc màu mùa thu) ở Antonin tại Cung săn bắn của gia đình Hoàng tử Radziwiłł . Năm 1959, ông đồng sáng lập Ban Phê bình của Hiệp hội các nghệ sĩ âm nhạc Ba Lan. Ông cũng đóng góp rất nhiều vào việc thành lập Karol Szymanowski Muzeum tại Trang viên "Atma" ở Zakopane. Vào những năm 1960, Waldorff đã tổ chức cuộc quyên góp trên đài phát thanh cho Bảo tàng Nhà hát Warsaw. Năm 1974, ông thành lập Ủy ban Bảo tồn Nghĩa trang Powązki và từng là chủ tịch của nghĩa trang cho đến khi ông qua đời.
Jerzy Waldorff nhận danh hiệu Công dân Danh dự Warsaw vào tháng 4 năm 1992.

### Vinh danh
Ông là công dân danh dự của Słupsk (1986) và Warsaw (1992).
Trước năm 1989, ông đã nhận được Giải thưởng của Chủ tịch Ủy ban Phát thanh và Truyền hình, và cũng được trao các giải thưởng của Đài phát thanh Ba Lan: Złoty Mikrofon (1972) và Diamond Microphone (1995) . Năm 1990, ông được trao giải Kisiel. Vì những đóng góp của mình cho nền văn hóa Ba Lan, vào năm 1995, ông đã được trao tặng Thập tự giá chỉ huy với Ngôi sao của Huân chương Polonia Restituta .

### Đời tư
Mẹ của Jerzy Waldorff, Joanna (1892–1987), xuất thân từ gia đình Szustrów từ Warsaw . Cha, Witold Preyss (1856–1932) , là một chủ đất . Ngay sau khi Jerzy được sinh ra, Preyss rời đến quê hương Kościelna Wieś của họ ở Kujawy và sau đó đến Rękawczyn, nơi cha anh mua một điền trang sau Thế chiến thứ nhất. Sau đó, ông viết rằng gia đình đã rời bỏ điền trang và chuyển về Warsaw ngay sau khi cha ông qua đời. Sau chiến tranh, họ sống trong một trang viên nhỏ ở Wielkopolska.
Trong cuốn tự truyện có tựa đề The Dance of Life with Death Waldorff kể lại rằng người bạn đời của ông là vũ công Mieczysław Jankowski , người mà ông đã gắn bó suốt 60 năm, từ năm 1939. 

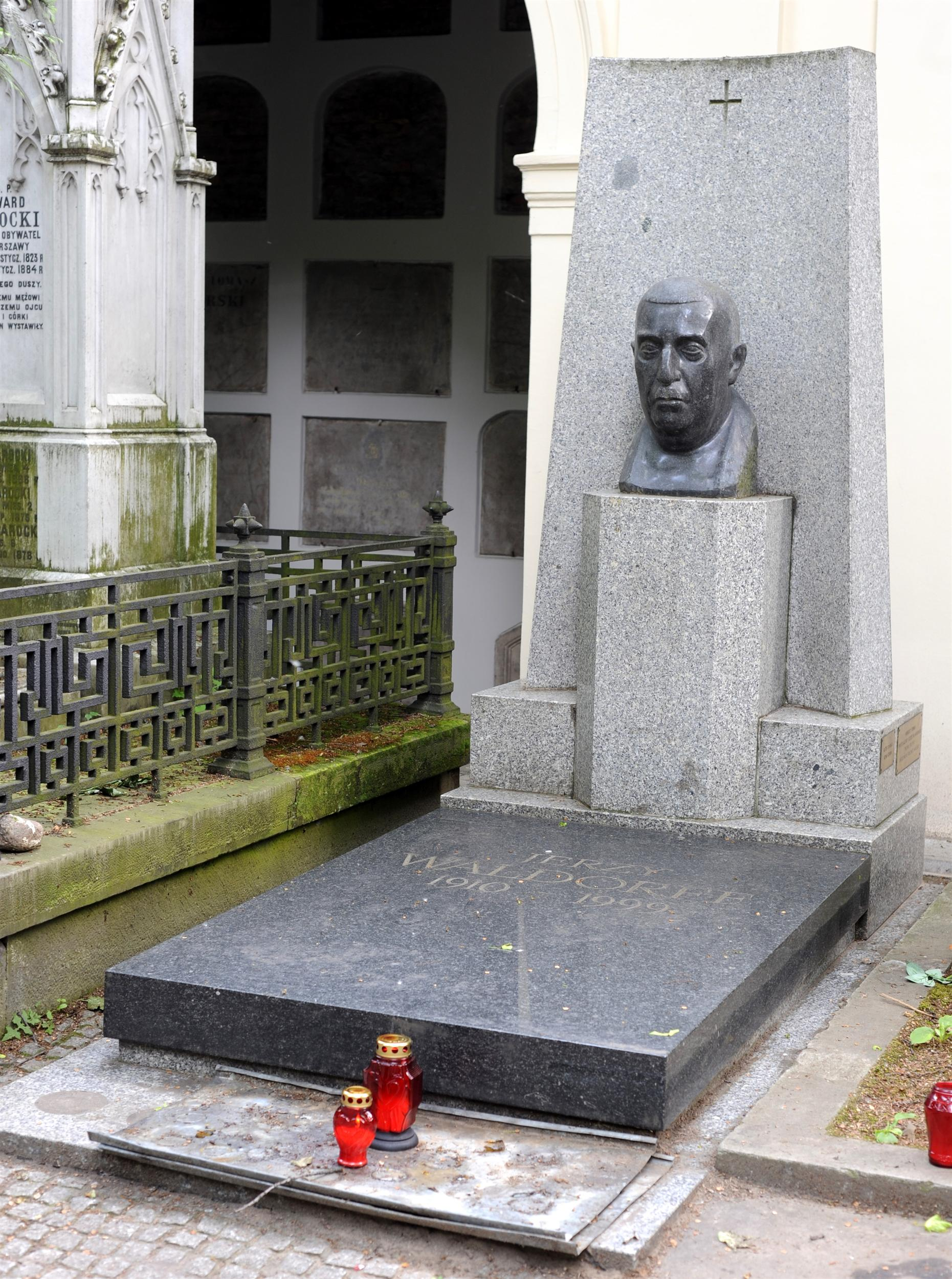
Phần mộ của Jerzy Waldorff và Mieczysław Jankowski tại Nghĩa trang Powązki ở Warsaw

Vào ngày 5 tháng 1 năm 2000, ông được chôn cất tại Nghĩa trang Powązki ở Warsaw, gần hầm mộ (mộ số 80). Mieczysław Jankowski cũng được chôn trong cùng một ngôi mộ.

## Vinh danh
- Công viên Waldorff ở Słupsk được đặt theo tên của Jerzy Waldorff [9].
- Ngày 26 tháng 11 năm 2018, trong công viên Jerzy Waldorff ở Słupsk, một băng ghế tượng đài đã được nhà điêu khắc Dorota Dziekiewicz-Pilich cho ra mắt, mô tả một nhà báo với con dachshund Trombone [10]
- Vào năm 2013, một tượng đài tưởng niệm Jerzy Waldorff với chú chó Trombone của ông đã được khánh thành gần Nhà hát Mùa hè ở Ciechocinek. Băng ghế Jerzy Waldorff tại Słupsk

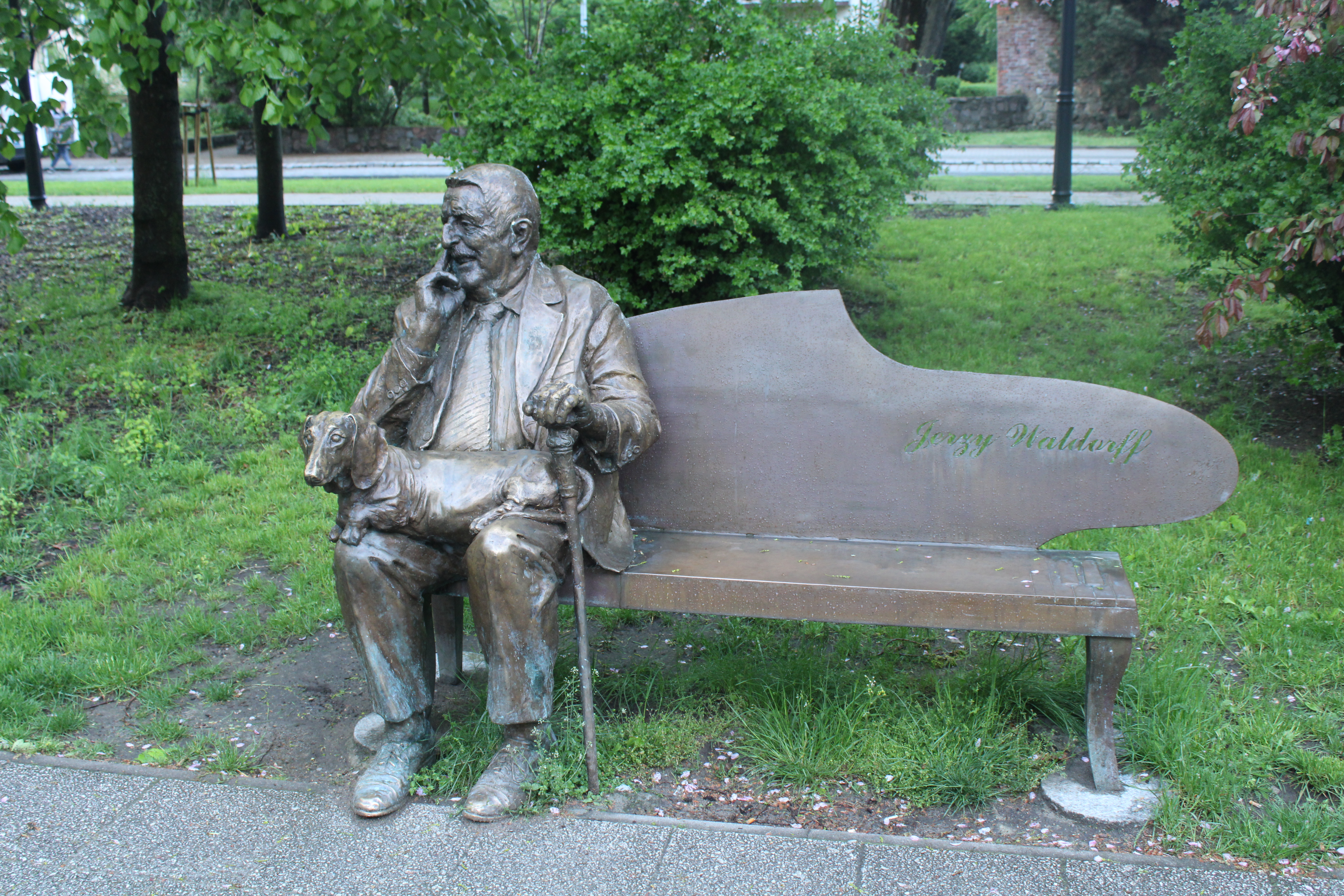
Băng ghế Jerzy Waldorff tại Słupsk

## Một số tác phẩm tiêu biểu
- Jerzy Waldorff (vai Jerzy Walldorf) Nghệ thuật dưới chế độ độc tài , Viện xuất bản Thư viện Ba Lan, Warsaw 1939;
- Jerzy Waldorff Cái chết củaThành phố , Warsaw năm 1946;
- Jerzy Waldorff Giờ cảnh sát, Warsaw năm 1948;
- Jerzy Waldorff ra mắt Warsaw, Warsaw 1951;
- Jerzy Waldorff Two Cannons, Warsaw 1956 (xuất bản lần thứ 2 - 1957);
- Jerzy Waldorff Sekrety Polihymnii, Warsaw 1956, sau đó là nhiều xuất bản tiếp theo.
- Jerzy Waldorff, Leonia Gradstein Danh tiếng cay đắng, Warsaw 1960;
- Jerzy Waldorff The Harps Flew North, Warsaw năm 1968;
- Jerzy Waldorff Smy anh ta!, Warsaw năm 1972;
- Jerzy Waldorff Moje cienie, Warsaw năm 1979;
- Jerzy Waldorff Trò chơi tuyệt vời. Vài nét về Cuộc thi Chopin, Warsaw 1980;

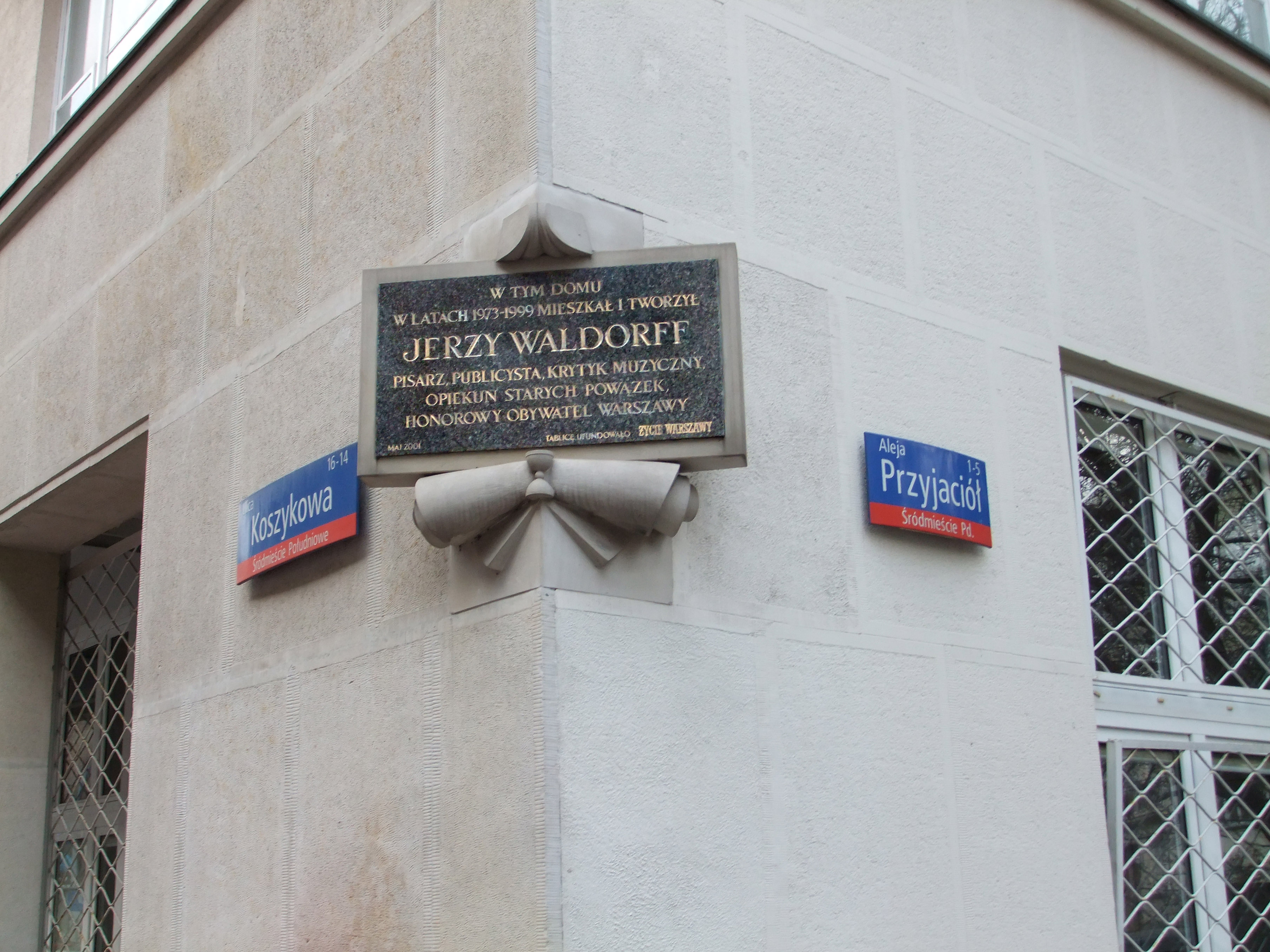
Tấm bảng kỷ niệm ở Warsaw

- Tấm bảng kỷ niệm ở WarsawJerzy Waldorff, H. Szwankowska, D. Jendryczko, B. Olszewska, Z. Czyńska Powązki Nghĩa trang ở Warsaw, Warsaw 1984.